# Viale
Viale, (Vial en piemontès) és un municipi situat al territori de la província d'Asti, a la regió del Piemont (Itàlia).
Limita amb els municipis de Cortanze, Cortazzone, Montafia, Piea i Soglio.